# Liga Sagres 2009-2010
Liga Sagres 2009-2010 a fost al 76-lea sezon al campionatului.

## Clasament
| Poz | Echipa            | MJ | V  | E  | Î  | GM | GP | G   | Pct | Promovare sau retrogradare                                 | Rezultat direct         |
| --- | ----------------- | -- | -- | -- | -- | -- | -- | --- | --- | ---------------------------------------------------------- | ----------------------- |
| 1   | Benfica (C)       | 30 | 24 | 4  | 2  | 78 | 20 | +58 | 76  | Liga Campionilor UEFA 2010–11 Faza grupelor                |                         |
| 2   | Braga             | 30 | 22 | 5  | 3  | 48 | 20 | +28 | 71  | Turul trei preliminar al Ligii Campionilor 2010-11         |                         |
| 3   | FC Porto          | 30 | 21 | 5  | 4  | 70 | 26 | +44 | 68  | UEL 2010-2011 play-off 1                                   |                         |
| 4   | Sporting Lisabona | 30 | 13 | 9  | 8  | 42 | 26 | +16 | 48  | UEFA Europa League 2010–11 Runda a III a de calificare     |                         |
| 5   | Maritimo Funchal  | 30 | 11 | 8  | 11 | 42 | 43 | −1  | 41  | UEFA Europa League 2010–11 Runda a II a de calificare      | VGU 1–2 MAR MAR 0–1 VGU |
| 6   | Vitoria Guimaraes | 30 | 11 | 8  | 11 | 31 | 34 | −3  | 41  |                                                            | VGU 1–2 MAR MAR 0–1 VGU |
| 7   | Club Nacional     | 30 | 10 | 9  | 11 | 36 | 46 | −10 | 39  |                                                            |                         |
| 8   | Naval de Maio     | 30 | 10 | 6  | 14 | 20 | 35 | −15 | 36  |                                                            |                         |
| 9   | Uniao Leiria      | 30 | 9  | 8  | 13 | 35 | 41 | −6  | 35  | PAÇ 0–1 ULE ULE 2–1 PAÇ                                    |                         |
| 10  | Pacos Ferreira    | 30 | 8  | 11 | 11 | 32 | 37 | −5  | 35  | PAÇ 0–1 ULE ULE 2–1 PAÇ                                    |                         |
| 11  | Académica         | 30 | 8  | 9  | 13 | 37 | 42 | −5  | 33  |                                                            |                         |
| 12  | Rio Ave           | 30 | 6  | 13 | 11 | 22 | 33 | −11 | 31  |                                                            |                         |
| 13  | Olhanense         | 30 | 5  | 14 | 11 | 31 | 46 | −15 | 29  |                                                            |                         |
| 14  | Vitoria Setubal   | 30 | 5  | 10 | 15 | 29 | 57 | −28 | 25  |                                                            |                         |
| 15  | Belenenses (R)    | 30 | 4  | 11 | 15 | 23 | 44 | −21 | 23  | Retrogradare în Format:Fb competiție 2010-11 Liga de Honra |                         |
| 16  | Leixões (R)       | 30 | 5  | 6  | 19 | 25 | 51 | −26 | 21  | Retrogradare în Format:Fb competiție 2010-11 Liga de Honra |                         |

Sursa: Liga Sagres (Liga Portugal)
Reguli de clasare: 
1) puncte; 2) puncte în meciurile directe; 3) diferența de goluri în meciurile directe; 4) goluri marcate în meciurile directe; 5) diferența de goluri; 6) goluri marcate.
1via Portuguese Cup.

POZ = Poziția în clasament; (C) = Campioană; (R) = Retrogradată; (P) = Promovată; (E) = Eliminată; (O) = Câștigătoare de play-off; (A) = Avansează în runda următoare. 
Aplicabil doar când sezonul nu este terminat: 
(Q) = Calificare în faza competiției indicată; (TQ) = Calificare în competiție, dar încă nu în faza indicată; (RQ) = Calificată în competiția de retrogradare indicată; (DQ) = Descalificată din competiție.

Head-to-Head: rezultatele în meciurile directe sunt folosite pentru a departaja echipele.